# あいプラン
株式会社あいプラン（英：A.I.PLAN.）は、冠婚葬祭を主として事業を行う日本の企業。

## 概要
北海道内を主として葬儀場事業を中心に結婚式場・仏壇仏具店・介護・外食事業などを展開する。葬儀場として「やわらぎ斎場」37箇所・家族葬「やわらぎファミリア」7箇所と「やわらぎ別邸」3箇所・関東エリアの「日本互助会ホール」3箇所、結婚式場4箇所、飲食店5店、仏壇仏具店「誠心堂」4店、介護施設「ケアメゾン」3箇所を擁する。

## 沿革
前史
- 1930年 - 新道信が札幌市にて「喜久一」から暖簾分けする形で仕出し料理店「喜久一分店」を創業。
- 1949年 - 札幌市中央区に総合結婚式場「大通会館」開業。
- 1960年 - 葬祭業「札幌花環株式会社」を承継。

札幌市冠婚葬祭互助会
- 1963年 - 喜久一分店のグループ事業として「札幌市冠婚葬祭互助会」設立。
- 1964年 - 札幌花環を「株式会社華裳苑」に改称、貸衣装事業開始。
- 1969年 - 華裳苑を「株式会社札幌新生活互助センター」に改称、葬祭センターを設置。
- 1972年 - 札幌市豊平区に総合結婚式場「ウェディングプラザ平安閣」を開業。

法人化後
- 1974年 - 札幌市冠婚葬祭互助会を株式会社化。
- 1975年 - 前払式特定取引営業許可取得。
- 1978年 - 北海道初の民間葬祭式場「和（やわらぎ）」開業。
- 1979年 - 札幌市冠婚葬祭互助会を「株式会社札幌冠婚葬祭互助会」に改称。
- 1996年
  - 中華料理店「チャイニーズレストラン クラブチャイナ」開業、外食事業に進出。
  - 札幌新生活互助センターを「株式会社セレモライフ札幌」に改称。
- 1998年 - 札幌冠婚葬祭互助会を「株式会社あいプラン」に改称。
- 2001年 - 仏壇仏具店「誠心堂」一号店宮の森店開業。
- 2000年 - 喜久一分店を「有限会社セレモサプライ」に改称。
- 2004年 - セレモライフ札幌を「株式会社セレモライフ」に改称。
- 2008年 - セレモライフをあいプランに統合。
- 2009年
  - 日本夜間介護センター」をグループ化。
  - 「旭川市にやわらぎ神楽岡別邸（現・やわらぎファミリア神楽岡）開業、家族葬事業に進出。
- 2014年 - ライフネット（岩見沢市）をグループ化。
- 2015年 - 介護事業を担う子会社「株式会社ケアメゾン」を設立。
- 2016年 - 日本互助会（東京都）をグループ化。
- 2017年 - 子会社「株式会社札幌霊廟」設立。
- 2019年 - 日本霊廟（東京都）、ファミリア飛内（札幌市）をグループ化。
- 2021年
  - 日本互助会をあいプランに統合。
  - 札幌霊廟を日本霊廟に統合。
- 2023年 - あいライフ・ケアメゾンをあいプランに吸収合併。

出典：

## 子会社
- 株式会社ライフネット - 岩見沢地区での婚礼・葬儀事業を展開。
- ファミリア飛内株式会社 - 札幌市内での葬儀事業を展開。
- 株式会社セレモライフ - 神奈川県内での葬儀事業を展開。
- 日本霊廟株式会社 - 霊廟・霊園管理や墓地施工などを展開。
- 有限会社セレモサプライ - 調理仕出し・生花・写真販売事業などを展開。

出典：